# Lewis Seiler
Pour les articles homonymes, voir Seiler.
Lewis Seiler est un réalisateur et scénariste américain né le 30 septembre 1890 à New York (États-Unis) et mort le 8 janvier 1964 à Hollywood (États-Unis). Particulièrement prolifique il tourna près de 90 films en 35 ans dont la plupart sont aujourd'hui oubliés.

## Biographie
Il arrive à Los Angeles en 1919 et travaille comme directeur assistant. En 1920, il travaille avec Tom Mix et tourne des Westerns. En 1930, il rejoint la Warner Bros. et tourne des drames comme L'École du crime en 1938 et Hommes sans loi en 1939.

## Filmographie

### comme réalisateur
- 1923 : Jungle Pals
- 1923 : The Monkey Farm
- 1923 : The Monkey Mix-Up
- 1923 : Monks a la Mode
- 1924 : School Pals
- 1924 : The Cow Boys
- 1924 : He's My Pal
- 1924 : The Monkey Romeo
- 1924 : Westward, Whoa!
- 1924 : Darwin Was Right
- 1925 : The Sleep Walker
- 1925 : The Butterfly Man
- 1925 : A Cloudy Romance
- 1925 : Strong for Love
- 1925 : Up on the Farm
- 1925 : The Flying Fool
- 1926 : A Bankrupt Honeymoon (en)
- 1926 : The Reporter
- 1926 : Rah! Rah! Heidelberg!
- 1926 : No Man's Gold
- 1926 : The Great K and A Train Robbery (+ scénariste)
- 1927 : The Last Trail
- 1927 : Outlaws of Red River
- 1927 : Tumbling River
- 1927 : Wolf Fangs
- 1928 : Square Crooks
- 1928 : Les Rois de l'air (The Air Circus)
- 1929 : The Ghost Talks
- 1929 : Folle jeunesse (Girls Gone Wild)
- 1929 : A Song of Kentucky
- 1931 : Die Große Fahrt
- 1931 : El Impostor
- 1931 : Hay que casar al príncipe
- 1931 : La Ley del harem
- 1931 : Mi último amor
- 1932 : The Circus Show-Up
- 1932 : No Greater Love
- 1932 : Deception
- 1934 : Frontier Marshal (en)
- 1935 : Charlie Chan in Paris
- 1935 : Asegure a su mujer
- 1935 : Ginger
- 1935 : Paddy O'Day
- 1936 : Here Comes Trouble (en)
- 1936 : Le Premier Né (The First Baby)
- 1936 : Star for a Night
- 1936 : Career Woman
- 1937 : Turn Off the Moon
- 1938 : He Couldn't Say No
- 1938 : L'École du crime (Crime School)
- 1938 : Troubles au Canada (Heart of the North)
- 1938 : Penrod's Double Trouble
- 1939 : Hommes sans loi (King of the Underworld)
- 1939 : Le Châtiment (You Can't Get Away with Murder)
- 1939 : The Kid from Kokomo (it)
- 1939 : Hell's Kitchen (en)
- 1939 : Dust Be My Destiny
- 1939 : Old Hickory
- 1940 : Rendez-vous à minuit (It All Came True)
- 1940 : Flight Angels (en)
- 1940 : Murder in the Air
- 1940 : Tugboat Annie Sails Again
- 1940 : South of Suez (Au sud de Suez ou L'Étoile d'Afrique)
- 1941 : Kisses for Breakfast
- 1941 : International Squadron
- 1941 : The Smiling Ghost
- 1941 : Jimmy s'en va-t-en guerre (You're in the Army Now)
- 1942 : Le Caïd (The Big Shot)
- 1942 : Diviser pour régner (Divide and Conquer)
- 1942 : Beyond the Line of Duty
- 1942 : La Fièvre de l'or noir (Pittsburgh)
- 1943 : Guadalcanal (Guadalcanal Diary)
- 1944 : Quand l'amour manœuvre (Something for the Boys)
- 1945 : Doll Face
- 1945 : Molly and Me
- 1946 : If I'm Lucky (en)
- 1948 : Whiplash
- 1950 : Le Grand Assaut (Breakthrough)
- 1951 : Les tanks arrivent (The Tanks Are Coming)
- 1952 : The Winning Team
- 1952 : Operation Secret (it)
- 1953 : The System
- 1954 : The Bamboo Prison
- 1955 : Femmes en prison (Women's Prison)
- 1956 : L'Enfer du Pacifique (Battle Stations)
- 1956 : Over-Exposed
- 1958 : Dans les griffes du gang (The True Story of Lynn Stuart)